# Tokyo Heaven
Pour plus de détails, voir Fiche technique et Distribution.
Tokyo Heaven (東京上空いらっしゃいませ, Tōkyō jōkū irasshaimase) est un film japonais réalisé par Shinji Sōmai et sorti en 1990.

## Fiche technique
- Titre : Tokyo Heaven
- Titre original : 東京上空いらっしゃいませ (Tōkyō jōkū irasshaimase?)
- Réalisation : Shinji Sōmai
- Scénario : Yuhei Enoki
- Pays d'origine : Japon
- Format : Couleurs - 35 mm
- Genre : drame
- Durée : 109 minutes[1]
- Date de sortie :
  - Japon : 9 juin 1990[1]

## Distribution
- Kiichi Nakai : Fumio Amamiya
- Riho Makise : Yuu Kamiya
- Tsurube Shōfukutei : Koorogi / Kyoichi Shirayuki
- Takatoshi Takeda : Takeshi Wada
- Shunji Fujimura : Katsu Hashimoto
- Tomoko Mariya : Ikuko Tanaka
- Hide Demon : Toshio Hayase
- Masaki Kudou : Yutaka Nakano
- Kei Tani : Kawamura
- Tomokazu Miura : Takeo Amamiya